# Iteriak Creek
Der Iteriak Creek ist ein 55 Kilometer langer linker Nebenfluss des East Fork Etivluk River im Norden des US-Bundesstaats Alaska. 

## Verlauf
Der Iteriak Creek entspringt in der nördlichen Gebirgskette der Brookskette auf einer Höhe von etwa 910 m. Er fließt auf seiner gesamten Länge in nördlicher Richtung. Bei Flusskilometer 48 verlässt der Fluss das Bergland und erreicht die Arktische Ebene. 10 km oberhalb der Mündung trifft noch ein größerer namenloser Nebenfluss von rechts auf den Iteriak Creek. Der Iteriak Creek mündet schließlich auf einer Höhe von 405 m in den in Richtung Nordnordwest strömenden East Fork Etivluk River, 37 km oberhalb dessen Mündung in den Etivluk River.

## Namensgebung
Der Fluss trägt einen Eskimo-Namen mit der Bedeutung „Wiesel“ oder „Hermelin“ (Mustela erminea arctica). Der Flussname geht auf eine Landvermessung des U.S. Geological Survey um das Jahr 1950 zurück, bei welcher diese Tiere in dem Gebiet beobachtet wurden.

## Einzugsgebiet
Der Iteriak Creek entwässert ein Areal von etwa 523 km². Das Einzugsgebiet des Iteriak Creek grenzt im Osten an das des Ivotuk Creek sowie im Süden und im Westen an die Einzugsgebiete der Etivluk-Nebenflüsse Nigu River und Kutchaurak Creek.

## Schutzcharakter
Das obere Einzugsgebiet des Iteriak Creek liegt in der Nigu-Iteriak Area of Critical Environmental Concern, ein vom Bureau of Land Management betriebenes Schutzgebiet, das dem Erhalt geologischer und kultureller Denkmale dient.